# Biedenkopf
Biedenkopf è un comune tedesco di 13 703 abitanti, situato nel land dell'Assia.